# 1935 en Norvège
Chronologie de la Norvège
- 1931
- 1932
- 1933
- 1934
- 1935
- 1936
- 1937
- 1938
- 1939

Cet article présente les faits marquants de l'année 1935 en Norvège ou relatifs à la Norvège.

## Gouvernance
- Haakon VII est roi de Norvège.
- Johan Ludwig Mowinckel dirige le gouvernement jusqu'au 20 mars, puis Johan Nygaardsvold forme un nouveau gouvernement.

## Événements
- 20 mars : Johan Nygaardsvold forme le second gouvernement travailliste en Norvège[1]. Il réalise d’importantes réformes.
- 14 juin : Trotski quitte la France pour la Norvège[2].
- 10 décembre : le prix Nobel de la paix est décerné au journaliste pacifiste et antinazi allemand Ossietzky[3].

## Sport
- 23 juin, football : le Danemark bat la Norvège 1 à 0, but contre son camp de Thöger Nordbö à la 29ème minute[4].

## Naissances
- Naissance en Norvège en 1935

## Décès
- Décès en Norvège en 1935